# Danh sách nhà lãnh đạo nhà nước trong thiên niên kỷ thứ 4 và thứ 3 trước Công nguyên
Đây là danh sách các nhà lãnh đạo nhà nước trong thiên niên kỷ 4 và 3 trước Công nguyên (4000–2001 trước Công nguyên).

## Châu Phi: Đông Bắc

### Hạ Ai Cập
| Type    | Tên    | Danh hiệu | Hoàng tộc | Từ                                 | Đến                                |
| ------- | ------ | --------- | --------- | ---------------------------------- | ---------------------------------- |
| Tối cao | Hsekiu | Pharaoh   | —         | ?                                  | ?                                  |
| Tối cao | Khayu  | Pharaoh   | —         | ?                                  | ?                                  |
| Tối cao | Tiu    | Pharaoh   | —         | ?                                  | ?                                  |
| Tối cao | Thesh  | Pharaoh   | —         | ?                                  | ?                                  |
| Tối cao | Neheb  | Pharaoh   | —         | ?                                  | ?                                  |
| Tối cao | Wazner | Pharaoh   | —         | Khoảng năm 3100 trước Công nguyên? | Khoảng năm 3100 trước Công nguyên? |
| Tối cao | Mekh   | Pharaoh   | —         | ?                                  | ?                                  |

### Thượng Ai Cập
| Kiểu    | Tên        | Danh hiệu | Hoàng tộc | Từ                                 | Đến                                |
| ------- | ---------- | --------- | --------- | ---------------------------------- | ---------------------------------- |
| Tối cao | Scorpion I | Pharaoh   | —         | Khoảng năm 3200 trước Công nguyên? | Khoảng năm 3200 trước Công nguyên? |
| Tối cao | Iry-Hor    | Pharaoh   | —         | Khoảng năm 3150 trước Công nguyên? | Khoảng năm 3150 trước Công nguyên? |
| Tối cao | Ka         | Pharaoh   | —         | Khoảng năm 3150 trước Công nguyên? | Khoảng năm 3150 trước Công nguyên? |
| Tối cao | Scorpion   | Pharaoh   | —         | Khoảng năm 3150 trước Công nguyên? | Khoảng năm 3150 trước Công nguyên? |
| Tối cao | Narmer     | Pharaoh   | —         | Khoảng năm 3150 trước Công nguyên? | Khoảng năm 3150 trước Công nguyên? |

### Ai Cập thống nhất: Vương quốc cũ
Userkaf
| Kiểu             | Tên                   | Danh hiệu        | Dòng tộc             | Từ                      | Đến                         | Nguồn       |
| ---------------- | --------------------- | ---------------- | -------------------- | ----------------------- | --------------------------- | ----------- |
| Lãnh đạo tối cao | Narmer                | Pharaoh          | Vương triều đầu tiên | 3150 trước công nguyên? | 3125 trước công nguyên?     | [ 1 ]       |
| Lãnh đạo tối cao | Hor-Aha               | Pharaoh          | Vương triều đầu tiên | Khoảng 3050 TCN?        | Khoảng 3050 TCN?            |             |
| Lãnh đạo tối cao | Djer                  | Pharaoh          | Vương triều đầu tiên | 41–54 năm               | 41–54 năm                   |             |
| Lãnh đạo tối cao | Djet                  | Pharaoh          | Vương triều đầu tiên | 10–23 năm               | 10–23 năm                   |             |
| Lãnh đạo tối cao | Merneith              | Quan nhiếp chính | Vương triều đầu tiên | ?                       | ?                           |             |
| Lãnh đạo tối cao | Den                   | Pharaoh          | Vương triều đầu tiên | 14–42 năm               | 14–42 năm                   |             |
| Lãnh đạo tối cao | Anedjib               | Pharaoh          | Vương triều đầu tiên | 8–10 năm                | 8–10 năm                    |             |
| Lãnh đạo tối cao | Semerkhet             | Pharaoh          | Vương triều đầu tiên | 8.5–9 năm               | 8.5–9 năm                   |             |
| Lãnh đạo tối cao | Qa'a                  | Pharaoh          | Vương triều đầu tiên | 2916 TCN?               | 2890 TCN?                   | [ 2 ]       |
| Lãnh đạo tối cao | Hotepsekhemwy         | Pharaoh          | Vương triều thứ hai  | 2890 trước công nguyên? | 2853 trước công nguyên?     | [ 2 ]       |
| Lãnh đạo tối cao | Raneb                 | Pharaoh          | Vương triều thứ hai  | 10–39 năm               | 10–39 năm                   |             |
| Lãnh đạo tối cao | Nynetjer              | Pharaoh          | Vương triều thứ hai  | 40–45 năm               | 40–45 năm                   |             |
| Lãnh đạo tối cao | Weneg                 | Pharaoh          | Vương triều thứ hai  | 8 năm                   | 8 năm                       |             |
| Lãnh đạo tối cao | Senedj                | Pharaoh          | Vương triều thứ hai  | 20 năm                  | 20 năm                      |             |
| Lãnh đạo tối cao | Seth-Peribsen         | Pharaoh          | Vương triều thứ hai  | 17 năm                  | 17 năm                      |             |
| Lãnh đạo tối cao | Sekhemib-Perenmaat    | Pharaoh          | Vương triều thứ hai  | ?                       | ?                           |             |
| Lãnh đạo tối cao | Khasekhemwy           | Pharaoh          | Vương triều thứ hai  | 17–18 năm               | Năm 2686 trước công nguyên? |             |
| Lãnh đạo tối cao | Sanakht               | Pharaoh          | Vương triều thứ ba   | 2686 trước công nguyên  | 2668 trước công nguyên      |             |
| Lãnh đạo tối cao | Djoser                | Pharaoh          | Vương triều thứ ba   | 2668 trước công nguyên  | 2649 trước công nguyên      | [ 3 ] [ 4 ] |
| Lãnh đạo tối cao | Sekhemkhet            | Pharaoh          | Vương triều thứ ba   | 2649 trước công nguyên  | 2643 TCN                    | [ 5 ]       |
| Lãnh đạo tối cao | Khaba                 | Pharaoh          | Vương triều thứ ba   | 2643 TCN                | 2637 trước công nguyên      |             |
| Lãnh đạo tối cao | Huni                  | Pharaoh          | Vương triều thứ ba   | 2637 trước công nguyên  | 2613 trước công nguyên      | [ 6 ]       |
| Lãnh đạo tối cao | Sneferu               | Pharaoh          | Vương triều thứ tư   | 2613 trước công nguyên  | 2589 trước công nguyên      |             |
| Lãnh đạo tối cao | Khufu                 | Pharaoh          | Vương triều thứ tư   | 2589 trước công nguyên  | 2566 trước công nguyên      |             |
| Lãnh đạo tối cao | Djedefre              | Pharaoh          | Vương triều thứ tư   | 2566 trước công nguyên  | 2558 trước công nguyên      |             |
| Lãnh đạo tối cao | Khafre                | Pharaoh          | Vương triều thứ tư   | 2558 trước công nguyên  | 2532 trước công nguyên      |             |
| Lãnh đạo tối cao | Menkaure              | Pharaoh          | Vương triều thứ tư   | 2532 trước công nguyên  | 2503 trước công nguyên      |             |
| Lãnh đạo tối cao | Shepseskaf            | Pharaoh          | Vương triều thứ tư   | 2503 trước công nguyên  | 2498 trước công nguyên      |             |
| Lãnh đạo tối cao | Userkaf               | Pharaoh          | Vương triều thứ năm  | 2498 TCN hoặc 2494 TCN  | 2491 TCN hoặc 2487 TCN      |             |
| Lãnh đạo tối cao | Sahure                | Pharaoh          | Vương triều thứ năm  | 2490 TCN hoặc 2487 TCN  | 2477 TCN hoặc 2475 TCN      |             |
| Lãnh đạo tối cao | Neferirkare Kakai     | Pharaoh          | Vương triều thứ năm  | 2477 TCN hoặc 2475 TCN  | 2467 TCN hoặc 2455 TCN      |             |
| Lãnh đạo tối cao | Neferefre             | Pharaoh          | Vương triều thứ năm  | 2460 trước công nguyên  | 2458 TCN hoặc 2425 TCN      |             |
| Lãnh đạo tối cao | Shepseskare           | Pharaoh          | Vương triều thứ năm  | 2467 TCN hoặc 2455 TCN  | 2460 TCN hoặc 2448 TCN      |             |
| Lãnh đạo tối cao | Nyuserre Ini          | Pharaoh          | Vương triều thứ năm  | 2445 TCN hoặc 2425 TCN  | 2422 TCN hoặc 2421 TCN      |             |
| Lãnh đạo tối cao | Menkauhor Kaiu        | Pharaoh          | Vương triều thứ năm  | 2422 TCN hoặc 2421 TCN  | 2414 trước công nguyên      |             |
| Lãnh đạo tối cao | Djedkare Isesi        | Pharaoh          | Vương triều thứ năm  | 2414 trước công nguyên  | 2375 trước công nguyên      |             |
| Lãnh đạo tối cao | Unas                  | Pharaoh          | Vương triều thứ năm  | 2375 trước công nguyên  | 2375 trước công nguyên      |             |
| Lãnh đạo tối cao | Teti                  | Pharaoh          | Vương triều thứ sáu  | 2345 trước công nguyên  | 2333 trước công nguyên      |             |
| Lãnh đạo tối cao | Userkare              | Pharaoh          | Vương triều thứ sáu  | 2333 trước công nguyên  | 2332 trước Công nguyên      |             |
| Lãnh đạo tối cao | Pepi I Meryre         | Pharaoh          | Vương triều thứ sáu  | 2332 trước Công nguyên  | 2283 TCN                    |             |
| Lãnh đạo tối cao | Merenre Nemtyemsaf I  | Pharaoh          | Vương triều thứ sáu  | 2283 TCN                | 2278 trước công nguyên      |             |
| Lãnh đạo tối cao | Pepi II Neferkare     | Pharaoh          | Vương triều thứ sáu  | 2278 trước công nguyên  | 2184 trước công nguyên      |             |
| Lãnh đạo tối cao | Merenre Nemtyemsaf II | Pharaoh          | Vương triều thứ sáu  | 2184 trước công nguyên  | 2184 trước công nguyên      | [ 7 ]       |
| Lãnh đạo tối cao | Neitiqerty Siptah     | Pharaoh          | Vương triều thứ sáu  | 2184 trước công nguyên  | 2181 trước công nguyên      |             |

### Thời kỳ trung gian đầu tiên của Ai Cập
| Kiểu             | Tên                 | Danh hiệu | Hoàng tộc                | Từ                     | Đến                    | Nguồn |
| ---------------- | ------------------- | --------- | ------------------------ | ---------------------- | ---------------------- | ----- |
| Lãnh đạo tối cao | Menkare             | Pharaoh   | Vương triều thứ tám      | ?                      | ?                      |       |
| Lãnh đạo tối cao | Neferkare II        | Pharaoh   | Vương triều thứ tám      | ?                      | ?                      |       |
| Lãnh đạo tối cao | Neferkare Neby      | Pharaoh   | Vương triều thứ tám      | ?                      | ?                      |       |
| Lãnh đạo tối cao | Djedkare Shemai     | Pharaoh   | Vương triều thứ tám      | ?                      | ?                      |       |
| Lãnh đạo tối cao | Neferkare Khendu    | Pharaoh   | Vương triều thứ tám      | ?                      | ?                      |       |
| Lãnh đạo tối cao | Merenhor            | Pharaoh   | Vương triều thứ tám      | ?                      | ?                      |       |
| Lãnh đạo tối cao | Neferkamin          | Pharaoh   | Vương triều thứ tám      | ?                      | ?                      |       |
| Lãnh đạo tối cao | Nikare              | Pharaoh   | Vương triều thứ tám      | ?                      | ?                      |       |
| Lãnh đạo tối cao | Neferkare Tereru    | Pharaoh   | Vương triều thứ tám      | ?                      | ?                      |       |
| Lãnh đạo tối cao | Neferkahor          | Pharaoh   | Vương triều thứ tám      | ?                      | ?                      |       |
| Lãnh đạo tối cao | Neferkare Pepiseneb | Pharaoh   | Vương triều thứ tám      | ?                      | ?                      |       |
| Lãnh đạo tối cao | Neferkamin Anu      | Pharaoh   | Vương triều thứ tám      | ?                      | ?                      |       |
| Lãnh đạo tối cao | Qakare Ibi          | Pharaoh   | Vương triều thứ tám      | 2169 trước công nguyên | 2167 trước công nguyên |       |
| Lãnh đạo tối cao | Neferkaure II       | Pharaoh   | Vương triều thứ tám      | 2167 trước công nguyên | 2163 trước công nguyên |       |
| Lãnh đạo tối cao | Neferkauhor         | Pharaoh   | Vương triều thứ tám      | 2163 trước công nguyên | 2161 trước công nguyên |       |
| Lãnh đạo tối cao | Neferirkare         | Pharaoh   | Vương triều thứ tám      | 2161 TCN               | 2160 TCN               |       |
| Lãnh đạo tối cao | Neferkare III       | Pharaoh   | Vương triều thứ chín     | ?                      | ?                      |       |
| Lãnh đạo tối cao | Senenh/Setut        | Pharaoh   | Vương triều thứ chín     | ?                      | ?                      |       |
| Lãnh đạo tối cao | Mer[ibre Khety]     | Pharaoh   | Vương triều thứ chín     | ?                      | ?                      |       |
| Lãnh đạo tối cao | Shed—               | Pharaoh   | Vương triều thứ chín     | ?                      | ?                      |       |
| Lãnh đạo tối cao | H—                  | Pharaoh   | Vương triều thứ chín     | ?                      | ?                      |       |
| Lãnh đạo tối cao | Meryhathor          | Pharaoh   | Vương triều thứ mười     | 2130 TCN               | ?                      |       |
| Lãnh đạo tối cao | Neferkare IV        | Pharaoh   | Vương triều thứ mười     | ?                      | ?                      |       |
| Lãnh đạo tối cao | Wahkare Khety I     | Pharaoh   | Vương triều thứ mười     | ?                      | ?                      |       |
| Lãnh đạo tối cao | Merikare            | Pharaoh   | Vương triều thứ mười     | ?                      | 2040 trước công nguyên |       |
| Lãnh đạo tối cao | Mentuhotep I        | Pharaoh   | Vương triều thứ mười một | ?                      | ?                      |       |
| Lãnh đạo tối cao | Intef I             | Pharaoh   | Vương triều thứ mười một | 2134 trước công nguyên | 2118 TCN hoặc 2117 TCN |       |
| Lãnh đạo tối cao | Intef II            | Pharaoh   | Vương triều thứ mười một | 2117 TCN hoặc 2112 TCN | 2069 TCN hoặc 2063 TCN |       |
| Lãnh đạo tối cao | Intef III           | Pharaoh   | Vương triều thứ mười một | 2069 trước công nguyên | 2061 TCN hoặc 2060 TCN |       |
| Lãnh đạo tối cao | Mentuhotep II       | Pharaoh   | Vương triều thứ mười một | 2061 TCN hoặc 2060 TCN | 2040 trước công nguyên |       |

### Ai Cập thống nhất: Trung Vương quốc
- Mentuhotep I, Vua (c.2135 TCN)
- Intef I, Vua(c.2120 TCN hoặc c.2070 TCN)
- Intef II, Vua (2112–2063 TCN)
- Intef III, vua (2069–2061 TCN, 2063–2055 TCN, or 2016–2009 TCN)
- Mentuhotep II, Vua (c.2061–2010 TCN)
- Mentuhotep III, Vua(2010 TCN – 1998 TCN)

## Châu Á: Tây

### Assyria
Những vị vua sống trong lều
| Kiểu             | Tên      | Danh hiệu | Dòng tộc | Từ                                 | Đến                                | Nguồn |
| ---------------- | -------- | --------- | -------- | ---------------------------------- | ---------------------------------- | ----- |
| Lãnh đạo tối cao | Tudiya   | Nhà vua   | —        | Thế kỷ 23 trước công nguyên?       | Thế kỷ 23 trước công nguyên?       |       |
| Lãnh đạo tối cao | Adamu    | Nhà vua   | —        | ?                                  | ?                                  |       |
| Lãnh đạo tối cao | Yangi    | Nhà vua   | —        | ?                                  | ?                                  |       |
| Lãnh đạo tối cao | Suhlamu  | Nhà vua   | —        | ?                                  | ?                                  |       |
| Lãnh đạo tối cao | Harharu  | Nhà vua   | —        | ?                                  | ?                                  |       |
| Lãnh đạo tối cao | Mandaru  | Nhà vua   | —        | ?                                  | ?                                  |       |
| Lãnh đạo tối cao | Imsu     | Nhà vua   | —        | ?                                  | ?                                  |       |
| Lãnh đạo tối cao | Harsu    | Nhà vua   | —        | ?                                  | ?                                  |       |
| Lãnh đạo tối cao | Didanu   | Nhà vua   | —        | ?                                  | ?                                  |       |
| Lãnh đạo tối cao | Hanu     | Nhà vua   | —        | ?                                  | ?                                  |       |
| Lãnh đạo tối cao | Zuabu    | Nhà vua   | —        | ?                                  | ?                                  |       |
| Lãnh đạo tối cao | Nuabu    | Nhà vua   | —        | ?                                  | ?                                  |       |
| Lãnh đạo tối cao | Abazu    | Nhà vua   | —        | ?                                  | ?                                  |       |
| Lãnh đạo tối cao | Belu     | Nhà vua   | —        | ?                                  | ?                                  |       |
| Lãnh đạo tối cao | Azara    | Nhà vua   | —        | ?                                  | ?                                  |       |
| Lãnh đạo tối cao | Ushpia   | Nhà vua   | —        | Khoảng năm 2030 trước Công nguyên? | Khoảng năm 2030 trước Công nguyên? |       |
| Lãnh đạo tối cao | Apiashal | Nhà vua   | —        | ?                                  | ?                                  |       |

"Các vị vua là tổ tiên"
| Kiểu             | Tên         | Danh hiệu | Dòng tộc | Từ | Đến | Nguồn |
| ---------------- | ----------- | --------- | -------- | -- | --- | ----- |
| Lãnh đạo tối cao | Apiashal    | Đức vua   | —        | ?  | ?   |       |
| Lãnh đạo tối cao | Hale        | Đức vua   | —        | ?  | ?   |       |
| Lãnh đạo tối cao | Samani      | Đức vua   | —        | ?  | ?   |       |
| Lãnh đạo tối cao | Hayani      | Đức vua   | —        | ?  | ?   |       |
| Lãnh đạo tối cao | Ilu-Mer     | Đức vua   | —        | ?  | ?   |       |
| Lãnh đạo tối cao | Yakmesi     | Đức vua   | —        | ?  | ?   |       |
| Lãnh đạo tối cao | Yakmeni     | Đức vua   | —        | ?  | ?   |       |
| Lãnh đạo tối cao | Yazkur-el   | Đức vua   | —        | ?  | ?   |       |
| Lãnh đạo tối cao | Ila-kabkabu | Đức vua   | —        | ?  | ?   |       |
| Lãnh đạo tối cao | Aminu       | Đức vua   | —        | ?  | ?   |       |

"Các vị vua được đặt tên trên những viên gạch có tên gọi không được biết đến"
| Kiểu             | Tên     | Danh hiệu | Dòng tọc | Từ                                                                | Đến                                                               | Nguồn |
| ---------------- | ------- | --------- | -------- | ----------------------------------------------------------------- | ----------------------------------------------------------------- | ----- |
| Lãnh đạo tối cao | Sulili  | Đức vua   | —        | Thế kỷ 21 trước công nguyên?                                      | Thế kỷ 21 trước công nguyên?                                      |       |
| Lãnh đạo tối cao | Kikkiya | Đức vua   | —        | Thế kỷ 21 trước công nguyên?                                      | Thế kỷ 21 trước công nguyên?                                      |       |
| Lãnh đạo tối cao | Akiya   | Đức vua   | —        | Thế kỷ 21 trước Công nguyên hoặc đầu thế kỷ 20 trước Công nguyên? | Thế kỷ 21 trước Công nguyên hoặc đầu thế kỷ 20 trước Công nguyên? |       |

### Elam
| Kiểu             | Tên                         | Danh hiệu        | Dòng tộc             | Từ                                | Đến                               | Nguồn |
| ---------------- | --------------------------- | ---------------- | -------------------- | --------------------------------- | --------------------------------- | ----- |
| Lãnh đạo tối cao | Humbaba                     | ?                | —                    | Khoảng 2700 năm trước Công nguyên | Khoảng năm 2680 trước Công nguyên |       |
| Lãnh đạo tối cao | Humban-Shutur               | ?                | —                    | ?                                 | ?                                 |       |
| Lãnh đạo tối cao | Vị vua không tên của Awan   | Vua của Awan     | Triều đại Awan       | Khoảng 2580 trước Công nguyên     | ?                                 |       |
| Lãnh đạo tối cao | ...Lu                       | Vua của Awan     | Triều đại Awan       | ?                                 | ?                                 |       |
| Lãnh đạo tối cao | Kur-Ishshak                 | Vua của Awan     | Triều đại Awan       | ?                                 | Khoảng 2550 trước Công nguyên     |       |
| Lãnh đạo tối cao | Peli                        | Vua của Awan     | Triều đại Awan       | Khoảng 2500 năm trước Công nguyên | ?                                 |       |
| Lãnh đạo tối cao | Tata I                      | Vua của Awan     | Triều đại Awan       | ?                                 | ?                                 |       |
| Lãnh đạo tối cao | Ukku-Tanhish                | Vua của Awan     | Triều đại Awan       | ?                                 | ?                                 |       |
| Lãnh đạo tối cao | Hishutash                   | Vua của Awan     | Triều đại Awan       | ?                                 | ?                                 |       |
| Lãnh đạo tối cao | Shushun-Tarana              | Vua của Awan     | Triều đại Awan       | ?                                 | ?                                 |       |
| Lãnh đạo tối cao | Napi-Ilhush                 | Vua của Awan     | Triều đại Awan       | ?                                 | ?                                 |       |
| Lãnh đạo tối cao | Kikku-Siwe-Temti            | Vua của Awan     | Triều đại Awan       | ?                                 | ?                                 |       |
| Lãnh đạo tối cao | Hishep-Ratep I              | Vua của Awan     | Triều đại Awan       | ?                                 | ?                                 |       |
| Lãnh đạo tối cao | Luh-Ishshan                 | Vua của Awan     | Triều đại Awan       | ?                                 | Khoảng năm 2325 trước Công nguyên |       |
| Lãnh đạo tối cao | Hishep-Ratep II             | Vua của Awan     | Triều đại Awan       | Khoảng năm 2325 trước Công nguyên | ?                                 |       |
| Lãnh đạo tối cao | Emahsini                    | Vua của Awan     | Triều đại Awan       | Khoảng 2315 TCN                   | 2311 TCN                          |       |
| Lãnh đạo tối cao | Helu                        | Vua của Awan     | Triều đại Awan       | ?                                 | ?                                 |       |
| Lãnh đạo tối cao | Hita                        | Vua của Awan     | Triều đại Awan       | Khoảng năm 2270 trước Công nguyên | Khoảng năm 2270 trước Công nguyên |       |
| Lãnh đạo tối cao | Kutik-Inshushinak           | Vua của Awan     | Triều đại Awan       | Khoảng năm 2100 trước Công nguyên | Khoảng năm 2100 trước Công nguyên |       |
| Lãnh đạo tối cao | Vị vua vô danh của Simashki | Vua của Smiashki | Vương triều Simashki | ?                                 | Khoảng năm 2100 trước Công nguyên |       |
| Lãnh đạo tối cao | Gir-Namme I                 | Vua của Smiashki | Vương triều Simashki | ?                                 | ?                                 |       |
| Lãnh đạo tối cao | Tazitta I                   | Vua của Smiashki | Vương triều Simashki | Khoảng năm 2040 trước Công nguyên | Khoảng năm 2037 trước Công nguyên |       |
| Lãnh đạo tối cao | Eparti I                    | Vua của Smiashki | Vương triều Simashki | ?                                 | Khoảng năm 2033 trước Công nguyên |       |
| Lãnh đạo tối cao | Gir-Namme II                | Vua của Smiashki | Vương triều Simashki | Khoảng năm 2033 trước Công nguyên | ?                                 |       |
| Lãnh đạo tối cao | Tazitta II                  | Vua của Smiashki | Vương triều Simashki | ?                                 | ?                                 |       |
| Lãnh đạo tối cao | Lurak-Luhhan                | Vua của Smiashki | Vương triều Simashki | Khoảng năm 2028 trước Công nguyên | 2022 trước công nguyên            |       |
| Lãnh đạo tối cao | Hutran-Temti                | Vua của Smiashki | Vương triều Simashki | ?                                 | ?                                 |       |
| Lãnh đạo tối cao | Indattu-Inshushinak I       | Vua của Smiashki | Vương triều Simashki | ?                                 | 2016 trước công nguyên            |       |
| Lãnh đạo tối cao | Kindattu                    | Vua của Smiashki | Vương triều Simashki | Trước năm 2006 trước Công nguyên  | Sau năm 2005 trước Công nguyên    |       |